# Louis Balan
Louis Balan (* 20. April 1769 in Berlin; † 1. Januar 1807 in London) war ein preußischer Diplomat.

## Laufbahn
Louis Balan besuchte das Gymnasium der französischen Kolonie in Berlin, wobei er als Primaner mit den späteren preußischen Ministern Lombard und Ancillon zusammen, dem greisen König Friedrich dem Großen, Racine und Corneille vorgelesen hat. Nach anfänglichem Studium der Theologie im Jahre 1784 am theologischen Seminar der französischen Kolonie zu Berlin, nahm er später aus Gewissensbedenken das Studium der Rechtswissenschaften an der Universität Halle auf.
Durch Beziehungen zu dem Gräfisch Hatzfeldschen Hause schlug er bald die diplomatische Karriere ein. 
In den 1790er Jahren wurde er zum Legationsrat und 1. Sekretär der Preußischen Gesandtschaft in London ernannt.
Unmittelbar vor seiner Ernennung zum Generalkonsul bei den Vereinigten Staaten von Nordamerika verstarb Louis Balan am 1. Januar 1807 "an Leib und Seele gebrochen durch die für Preußen so tief traurigen Ereignisse des Jahres 1806".

## Familie
Louis Balan entstammt der ursprünglich in Montauban ansässigen Hugenotten-Familie Balan (Valan), deren Ahnherr Joseph Balan (1686–1736) nach Aufhebung des Edikts von Nantes, durch Ludwig XIV., seine Heimat verließ und Ende des 17. Jahrhunderts nach Preußen flüchtete.
Der Sohn von Kaufmann Louis Balan (1724–1804) und Anne Balan (geb. Ancillon) wurde im Jahre 1800, durch den Erzbischof von London, ehelich mit Margareth Elisabeth Berkeley verbunden. Aus dieser Ehe entstammten drei Kinder: Elise, William und Frederic (1806–1884, Geh. Justizrat). 
Frederic Balans Sohn Curt Balan wurde später Präsident des Evangelisch-Lutherischen Konsistoriums zu Posen.
Sein Bruder war der Jurist und Legationsrat Joseph Wilhelm Balan.